# 淨教寺 (奈良市)
淨教寺（じょうきょうじ）は、奈良県奈良市上三條町にある浄土真宗本願寺派の寺院である。山号は九条山。本尊は阿弥陀如来立像。

## 歴史
『淨教寺由緒略記』によると、開基行延法師は、河内国八尾の庄司で、真野将監行延と名乗る知勇兼備の武士であった。浄土真宗開祖親鸞上人の直弟子となり、寛元2年（1244年）3月出家し、法名を行延と賜ったという。
第6世の円誓には実子がなかったが、楠木正季の孫が初陣にあたり深手を負い、円誓の養子となって空信と法名を授かり、第7世を継いだと伝わる。このため当寺では「九耀菊水」を定紋に用いるようになったという。また北朝光明天皇の勅願所となり、「称仏明院」の号を賜った。
11世行心の代、享禄3年（1530年）に、河内国から大和国添下郡冨庄西城村に移転し、また永禄2年（1559年）12世行春の際に、しばらく九条の里に移っていたという。この頃より九条山と号するようになった。また天正19年（1591年）、行春は石山合戦の際の忠節を顕如上人から讃えられ、御染筆にて「淨教寺」の号を賜り、石山本山内仏の本尊阿弥陀如来を拝領したという。
慶長8年（1603年）3月6日、徳川家康から南都上三條で御赦免の寺地を頂戴し、現在地へ移転した。
享和2年（1802年）の本堂建立にあたっては、本如上人から斗栱・平三斗・肘木などを拝領し、大乗院門跡からの瓦料の寄進等もあり、桁行6間半、梁行5間半、丸柱の大本堂が成就した。本山の役寺として、末寺との連絡や奈良奉行、小泉城主片桐氏などとの連絡に携わった。寺には「御頭御斉頂戴之由来并御花御燈籠献上之次第・盆御燈籠御迎心得之記」など古い記録が残る。
1936年（昭和11年）1月26日未明の火難で、本堂は全焼した。24世島田義昭は本堂復興を計画し、1968年（昭和43年）10月19日、岸熊吉氏設計の大本堂が竣工した。

## 文化財

### 登録有形文化財

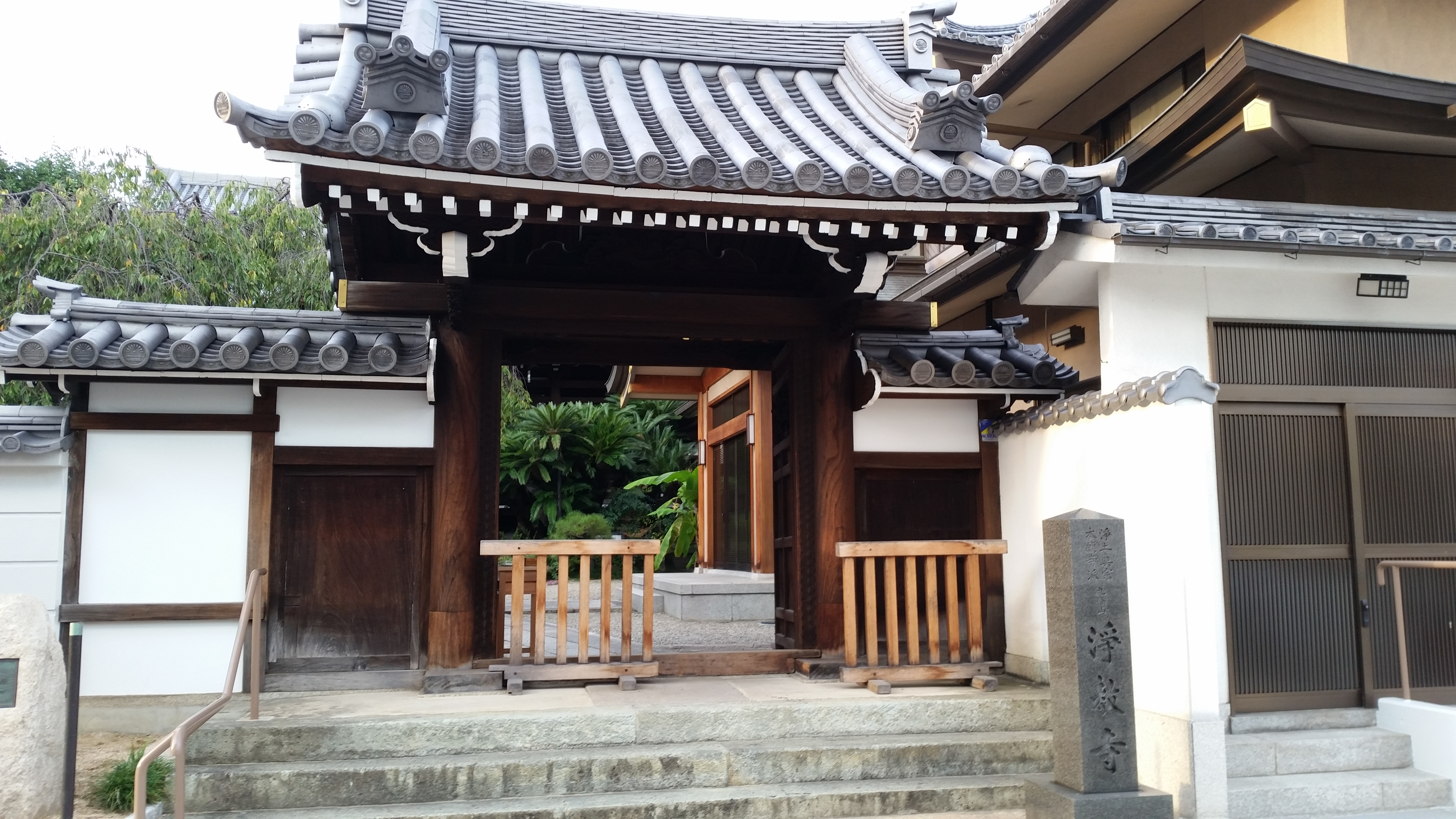
山門

#### 山門
江戸末期の建築。均整の取れたつくりで、動植物・渦・雲等の彫刻が各所に施されている。

#### 掲示板舎
1933年（昭和8年）の建築。小規模だが受木に彫刻が施されるなど、丁寧な造りである。

### 奈良市指定文化財

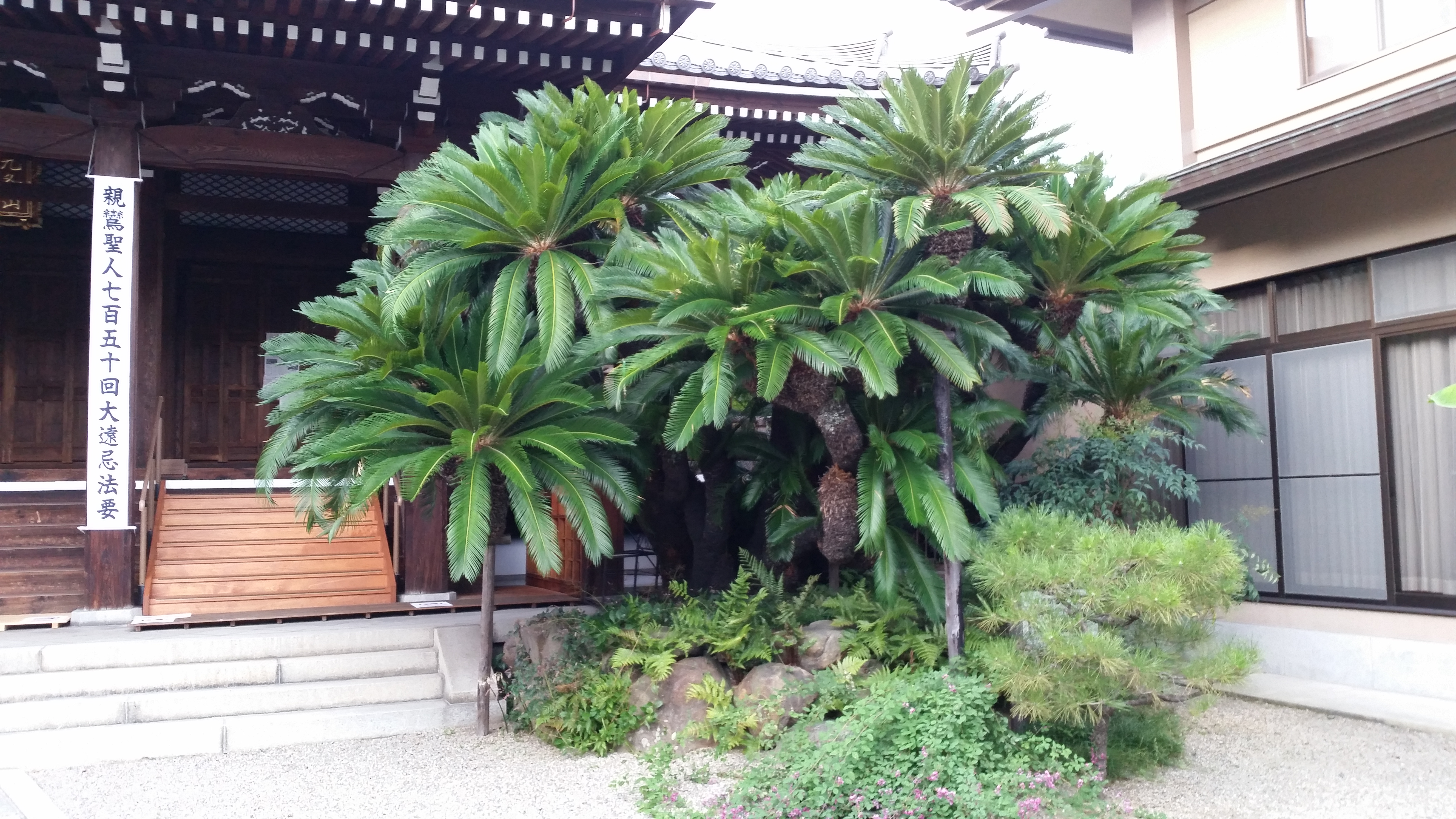
ソテツ

#### ソテツ
根株の周囲6.5メートル。1本の株から25本もの幹が出ている珍しいもの。樹齢約250年。

### その他
- 本尊 - 阿弥陀如来立像、鎌倉時代の作と伝わる[1]。
- 蓮如上人筆六字名号[1]
- 寂如上人の四幅の御影[1]
- 本如上人筆の梅花黄鶯図[1]
- 猩々舞楽の茶碗 - 安政7年（1860年）、本如上人から拝領[1]。

## ギャラリー

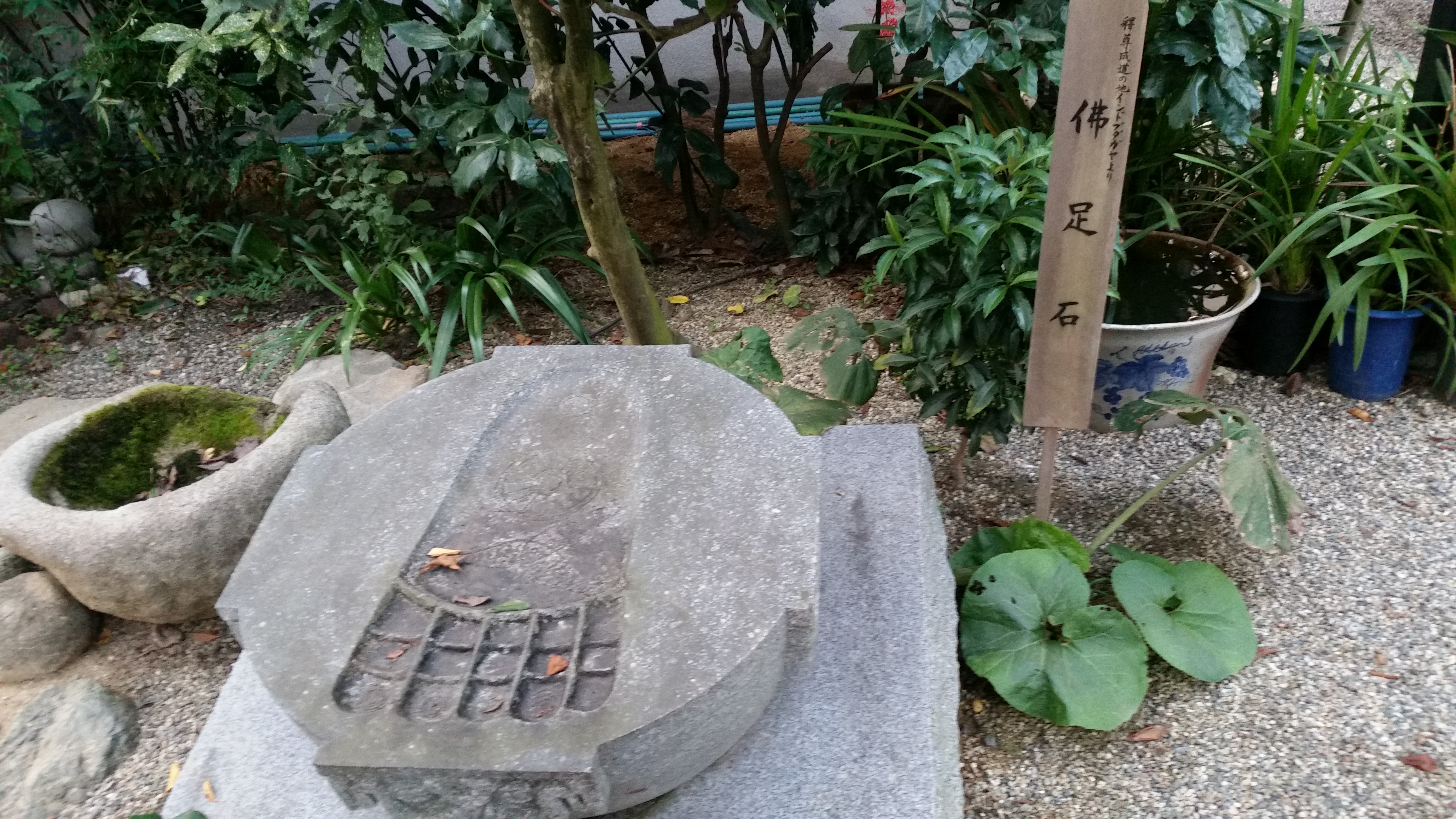
仏足石
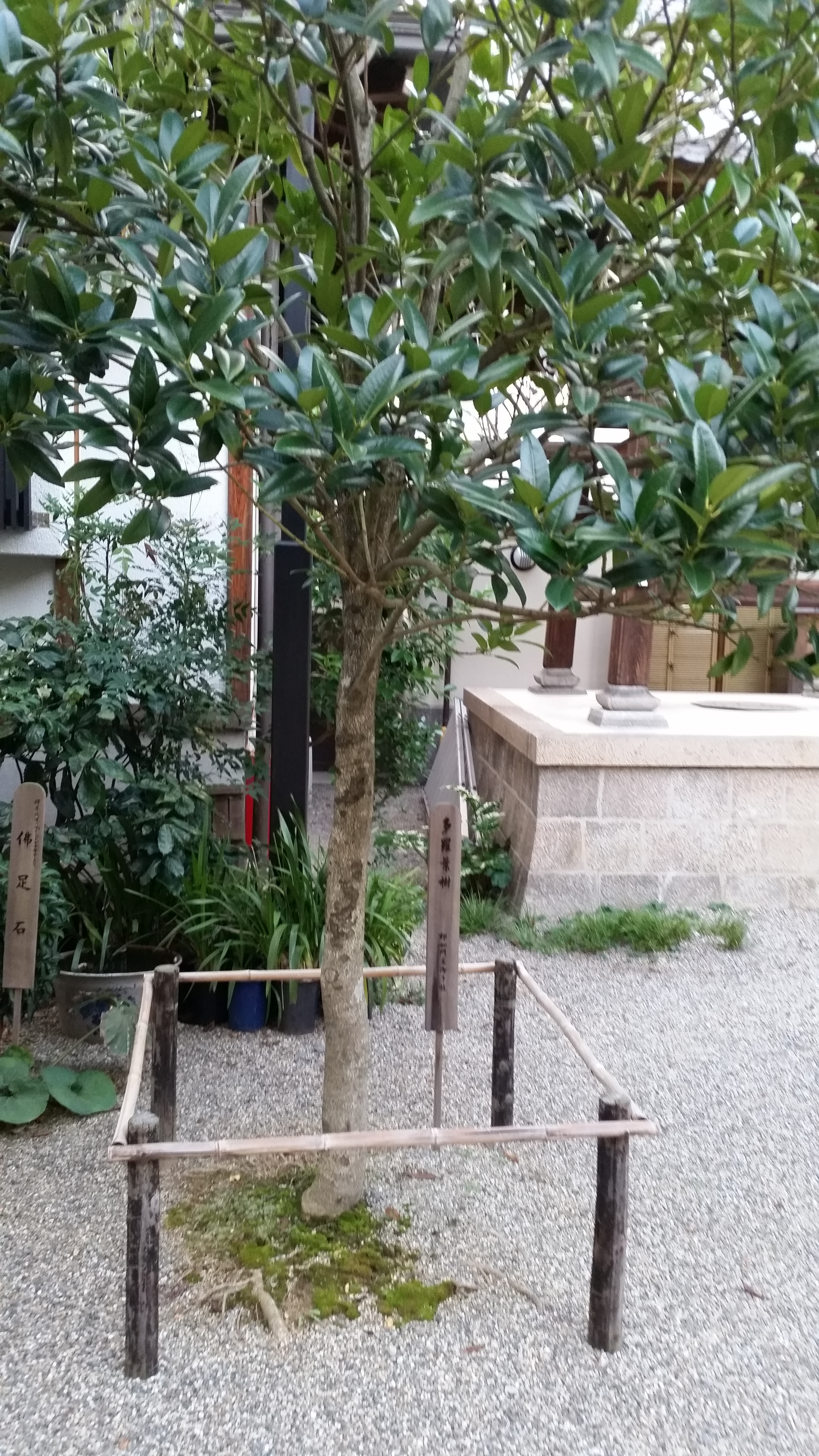
多羅葉樹
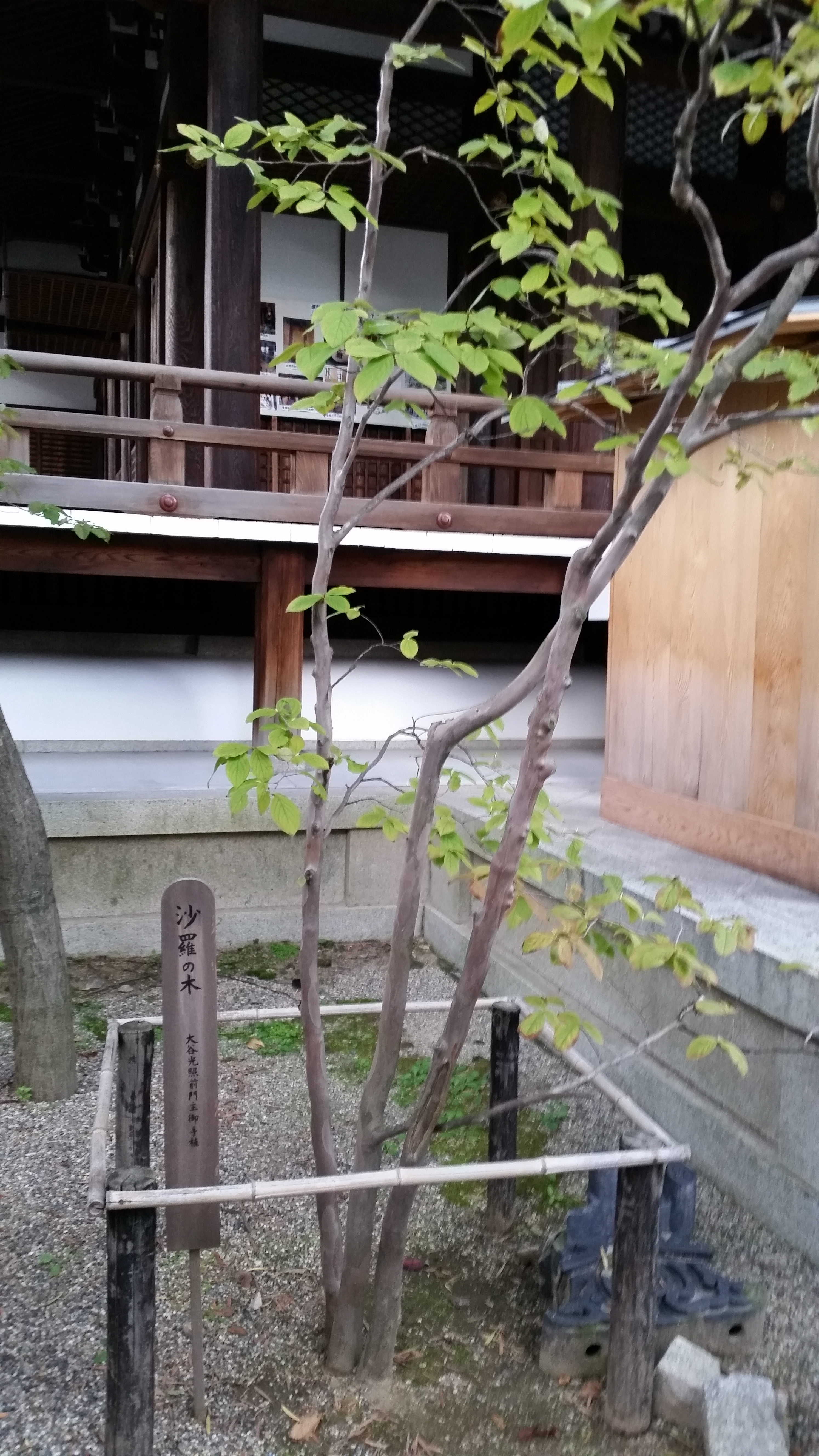
沙羅の木
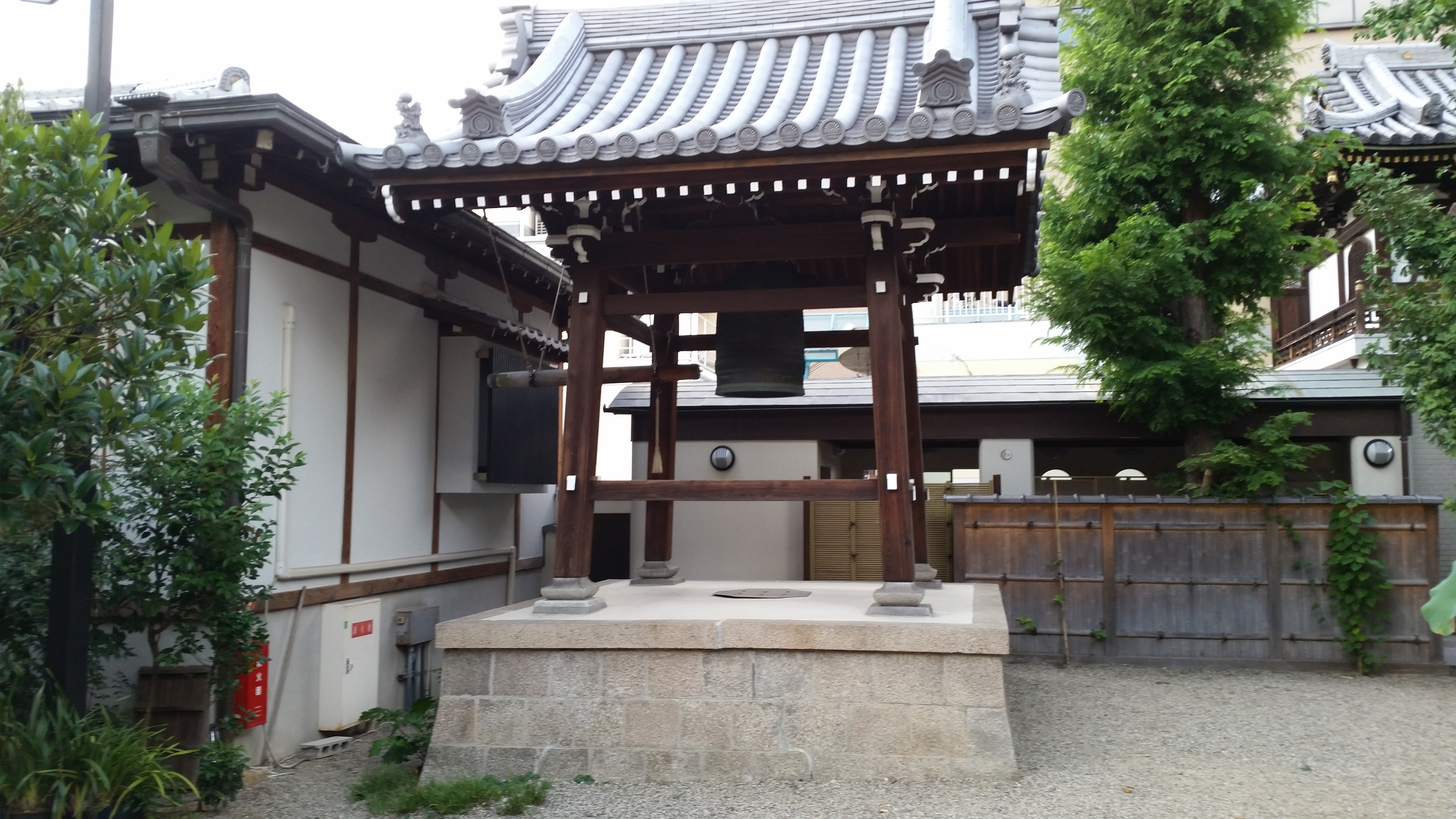
鐘楼
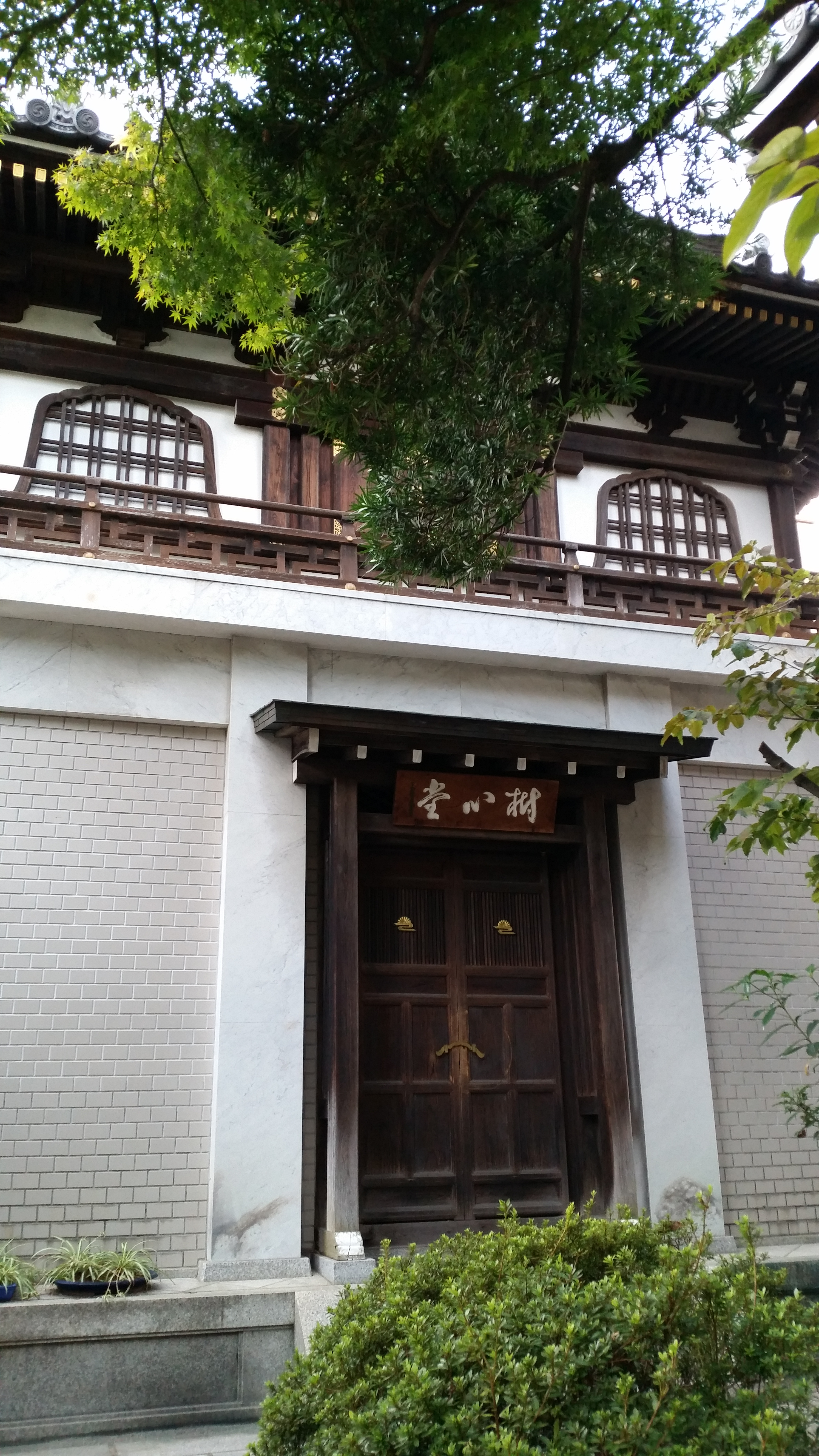
樹心堂

## 交通アクセス
- 近鉄奈良駅7-S出口より徒歩4分（経路案内）。
- JR奈良駅東口より徒歩8分（経路案内）。